# 허슬러 (2019년 영화)
《허슬러》(영어: Hustlers)는 2019년 개봉한 미국의 범죄 드라마 영화이다. 로렌 스카파리아가 감독과 각본을 맡았으며, 제시카 프레슬러의 뉴욕 매거진 아티클 The Hustlers at Scores 가 영화의 원작이다. 2019 토론토 영화제에서 전 세계 최초로 공개되었다.

## 출연진

### 주연
- 제니퍼 로페즈 - 라모나 역
- 콘스탄스 우 - 데스티니 역
- 릴리 라인하트 - 애나벨 역
- 줄리아 스타일스 - 엘리자베스 역
- 케케 파머 - 메르세데스 역
- 리조 - 리즈 역
- 카디 비 - 다이아몬드 역

### 조연
- 트레이스 리셋 - 트레이시 역
- 메테 타울리 - 저스티스 역
- 매들린 브루어 - 던 역
- 와이 칭 호 - 데스티니 할머니 역
- 프랭크 월리 - 리즈 역